# Odontopera nephela
Odontopera nephela là một loài bướm đêm trong họ Geometridae.